# Сіяк Марія Михайлівна
Марі́я Миха́йлівна Сіяк (15 червня 1880 — село Ляшки Муровані — сучасний Пустомитівський район — 1940, Боґота, Колумбія) — українська оперна та концертно-камерна співачка (драматичне сопрано). Сестра Миколи, Остапа та Івана Сіяків.

## Життєпис
- Народилася в сім'ї сільського вчителя[1] Михайла Сіяка, який вийшов на емеритуру (пенсію) як директор школи ім. Бориса Дмитровича Грінченка у Львові[2].
- 1898 року закінчила Міланську консерваторію.
- Концертувала в 1898—1899 роках у Львові та в Перемишлі — у 1907 році.
- Співала в оперних театрах Італії, Іспанії, Колумбії, Швейцарії, країнах Південної Америки. Серед виконаних партій:
  - Лейла — «Шукачі перлин» Бізе,
  - Ельза — «Лоенгрін» Вагнера,
  - Віолетта — «Травіата» Верді,
- Виконувала романси Едварда Ґріґа, Миколи Лисенка, Остапа Нижанківського, Ярослава Ярославенка.
- Активну сценічну діяльність завершила 1924 року.